# Notosetia neozelanica
Notosetia neozelanica es una especie de molusco gasterópodo de la familia Rissoidae.

## Distribución geográfica
Se encuentra  en Nueva Zelanda.